# Grossera perrieri
Grossera perrieri är en törelväxtart som beskrevs av Jacques Désiré Leandri. Grossera perrieri ingår i släktet Grossera och familjen törelväxter.
Artens utbredningsområde är Madagaskar. Inga underarter finns listade i Catalogue of Life.